# Everaard t’Serclaes

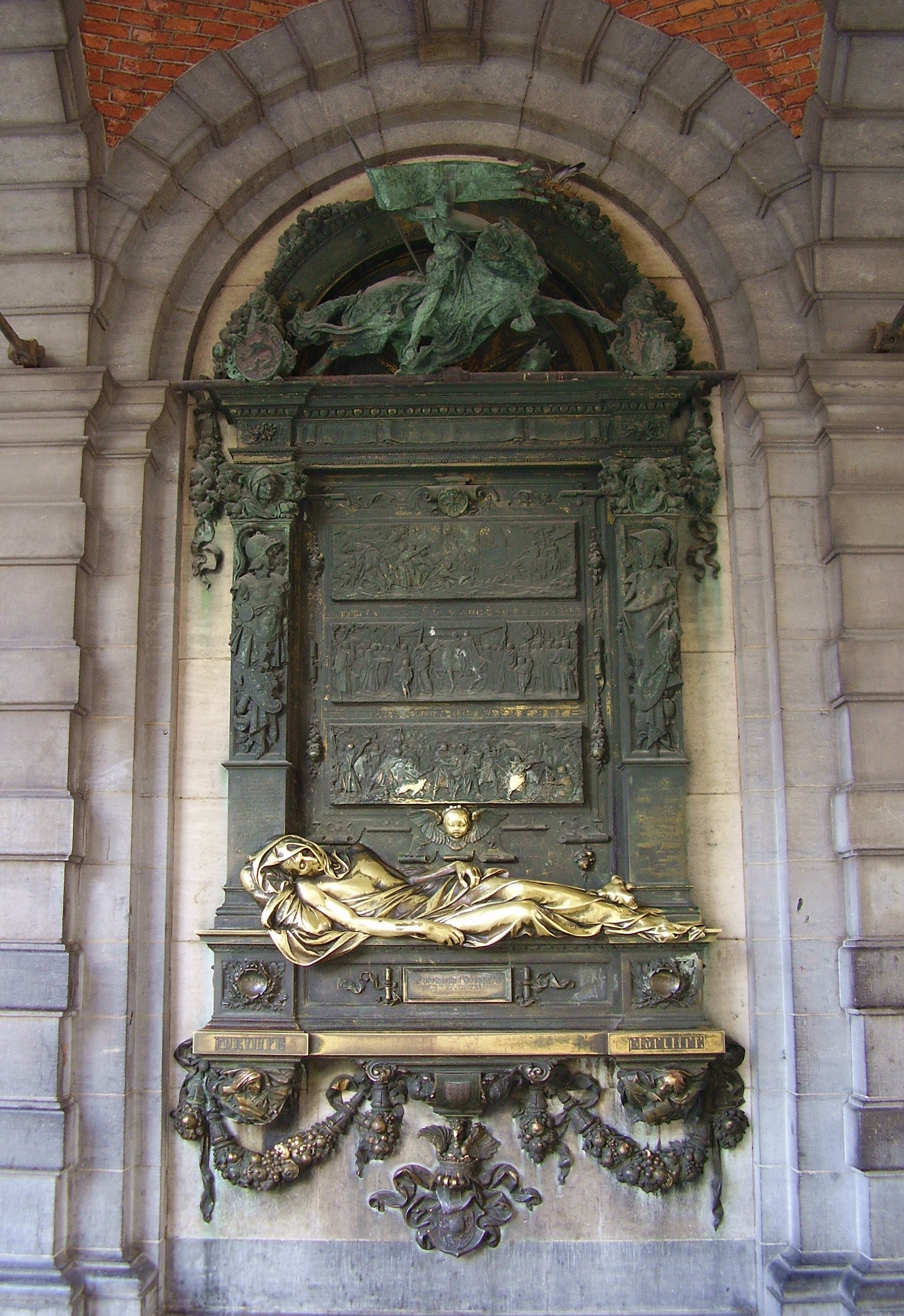
A t’Serclaes-emlékmű Brüsszelben

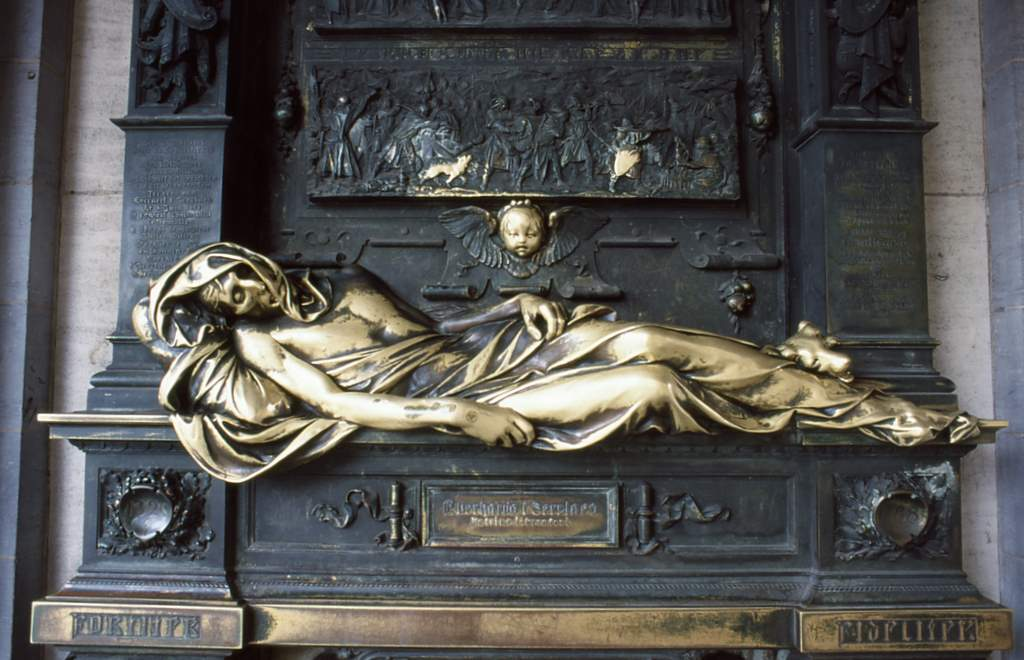
Az emlékmű részlete

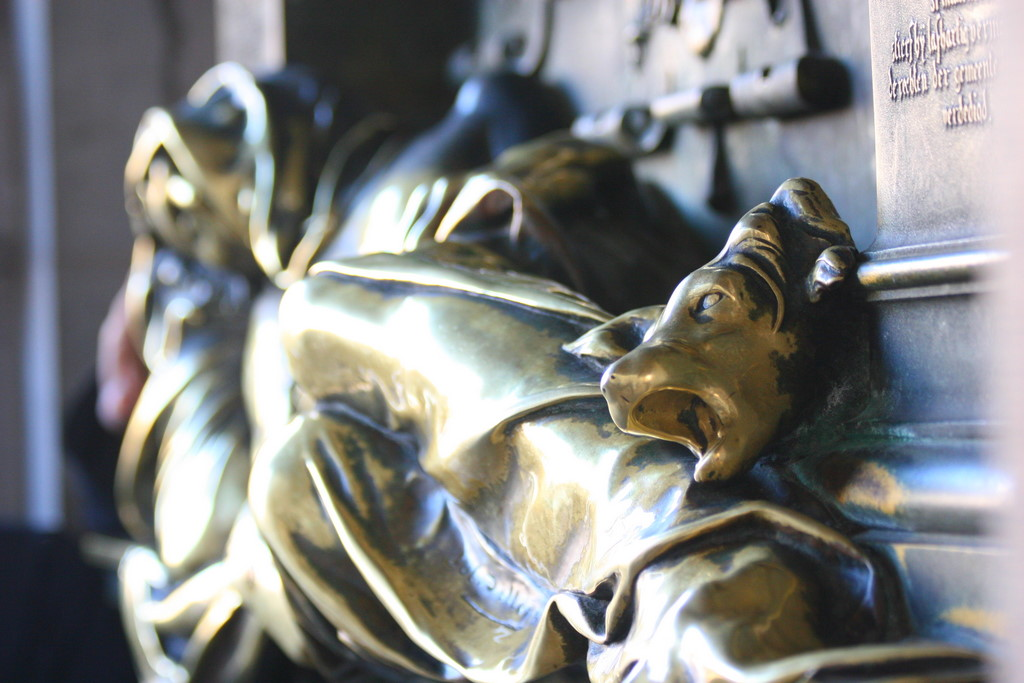
Az emlékmű részlete

Everaard t’Serclaes (? – † 1388. március 31.) flamand patricius, brüsszeli polgár. Legnevezetesebb tette volt, hogy a brabanti örökösödési háború során (1356-1357) visszafoglalta Brüsszel városát II. Lajos flamand gróftól.
1356. október 24-ére virradó éjszaka követőinek kis csoportjával átmászott a városfalon, és a városban található flamand mesteremberek segítségével legyűrte a gróf őrségét és megnyitotta a város kapuit a brabanti herceg seregei előtt.
Tettei jutalmaként 1360 és 1388 között Brüsszel város vezetője volt, és ebben a pozíciójában számos alkalommal összeütközésbe keveredett a közeli Gaasbeek kastély urával, Sweder van Abcoude-val.
Sweder a Brüsszel környéki területekkel próbálta saját birtokait megnövelni, amit Everaard elpanaszolt Johanna brabanti hercegnőnek. Sweder emberei 1388. március 26-án, nagycsütörtökön megtámadták Everaardot a Lenniktől Anderlechtbe vezető úton, kivágták a nyelvét és levágták a lábfejét. Everaard egyik támogatója, Jan van Stalle, hallei esperes, Brüsszel főterére vitte Everaardot, a városháza mellett álló „De Ster” házba. Ott halt bele pár nappal később a támadás során szerzett sebeibe.
A támadás megbosszulására a brüsszeliek, a brabanti herceg katonái és liege-i bányászok támogatásával, ostrom alá vették Gaasbeek kastélyát és öt heti ostrom után a földig rombolták. Az ostrom alatt a brüsszeli sereg annyi csirkét sütött a katonák táplálására, hogy innen kapták a kiekenfretters (csirkesütők) becenevet.
Everaard, aki Ternat és Kruikenburg grófja volt, utóbbi helység templomában van eltemetve.
A „De Ster” házat 1852-ben lebontották, mivel akadályozta a Grote Markt körüli forgalmat. 1897-ben a brüsszeli polgármester, Charles Buls javaslatára a ház homlokfalát újraépítették és ide helyezték 1902-ben Juliaan Dillen (1849-1904) szobrász alkotását, amely a történetet mutatja be.
Everaard történetét egy ismeretlen flamand költő megénekelte, a Brabant Yeesten című, 1432-ből származó költeményében.

## Külső hivatkozások
- t’Serclaes és a brüsszeliek
- Brabantsche Yeesten